# بیماری‌های پوست و ضمائم (کتاب)
بیماری‌های پوست و ضمائم کتابی از سید مرتضی مقدادی است که در سال ۱۳۷۵ منتشر و در مراسم کتاب سال جمهوری اسلامی ایران به‌عنوان کتاب برگزیده معرفی شد.